# Emanoil Bacaloglu
Emanoil Bacaloglu (n. 11 mai 1830, București, Țara Românească – d. 30 august 1891, București, România) a fost un fizician, chimist și matematician român, de origine bulgară. Tatăl lui, Ivan Bacaloglu, este înmormântat lângă biserica Sfântul Anton din București și este de loc din Gabrovo, așa cum scrie pe piatra funerară de lângă respectiva biserică.
A fost profesor de fizică la Universitatea București și membru titular al Academiei Române din 1879. A participat la Revoluția de la 1848. Este creditat cu primele lucrări științifice românești de matematică, fizică și chimie, contribuind astfel la crearea terminologiei în limba română pentru aceste domenii. Este și unul dintre principalii inițiatori ai „Societății de științe fizice”, înființată în 1890.

## Biografie
S-a născut la București. A studiat la Leipzig și Paris.
La Leipzig (1856) a frecventat cursuri de filozofie, de geometrie analitică, de analiză matematică al profesorilor Moritz Wilhelm Drobisch și August Ferdinand Möbius, de geografie și mineralogie ale profesorului Karl Friedrich Naumann.
La Paris și-a trecut bacalaureatul în 1857. Aici a studiat cursurile profesorilor Michel Chasles, Augustin Louis Cauchy, Jean-Baptiste Biot, Joseph Bertrand, Charles Hermite, Jean-Victor Poncelet, Charles Dupin, Antoine Henri Becquerel, Jean-Marie Duhamel ș.a.
În 1859 este profesor de chimie la Școala Națională de Medicină și Farmacie din București și de algebră și trigonometrie la Colegiul Sfântul Sava.
În 1863 este profesor de fizică la Școala Superioară de Științe.
În cadrul preocupărilor sale în domeniul matematicii, a purtat o bogată corespondență cu matematicianul francez Pierre Ossian Bonnet.

## Activism social
Om al epocii sale, de dezvoltare a capitalismului românesc, Bacaloglu a fost un participant activ la Revoluția Română din 1848.
Având o poziție opusă idealismului reacționar, în lecțiile sale a insistat asupra interpretării materialiste a fenomenelor științifice.

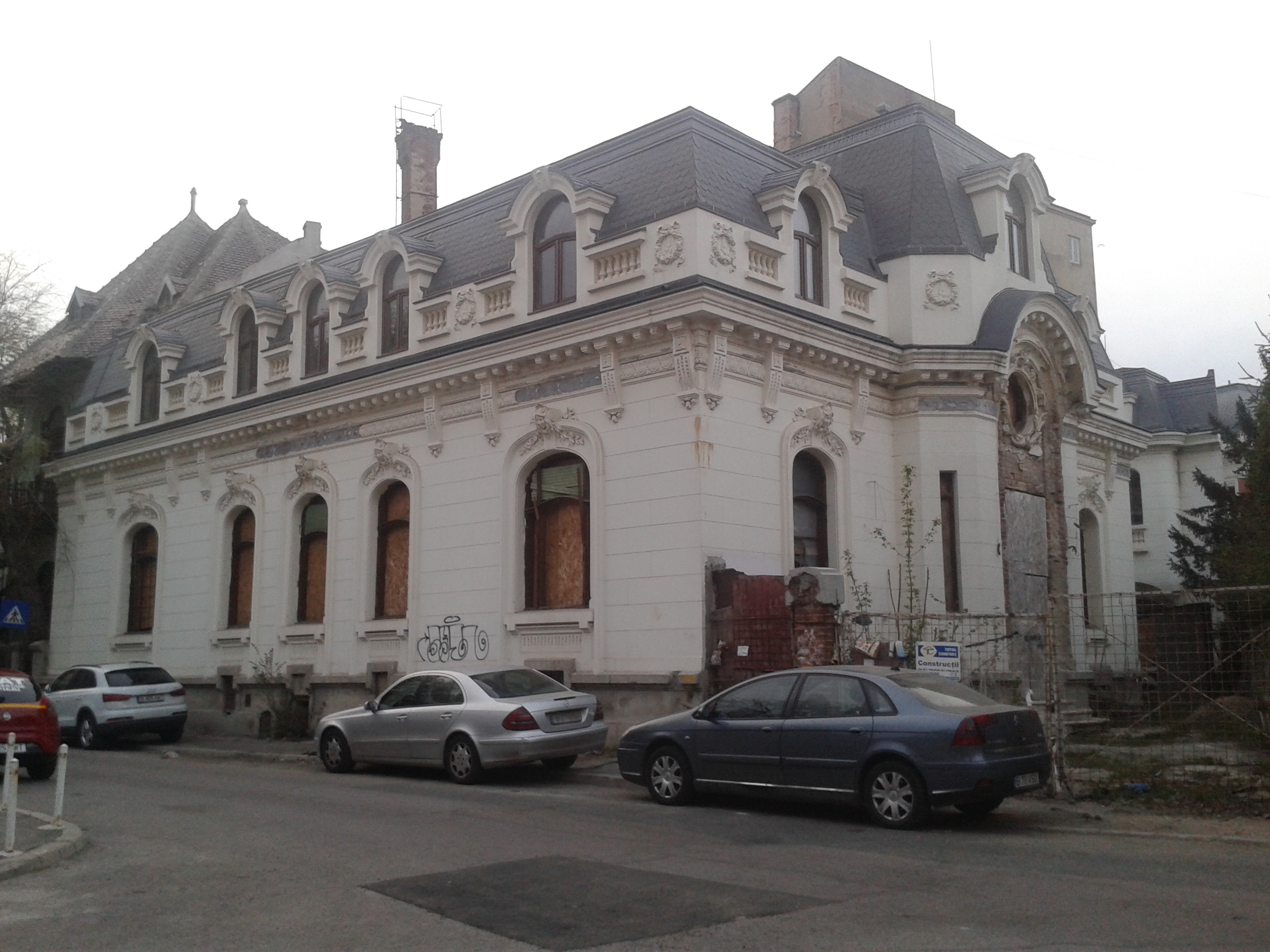
Casele Bacaloglu - strada Popa Soare 9.
Monument istoric B-II-m-B-19452

## Opera
Bacaloglu are 20 lucrări de matematică, 22 de fizică, 5 de chimie și numeroase lucrări de popularizare a științei, dintre care:
- Curbura suprafețelor (Paris, 1859)
- Neue Bestimmungsweise, 1861
- Linii și suprafețe reciproce (1861)
- Elemente de algebră, 1866
- Trisecțiunea unghiului (1868)
- Elemente de fizică, 1870-1871
- Apărătorul de trăsnet, 1887, etc.